# ماساهيرو إندو
ماساهيرو إندو (باليابانية: 遠藤 雅大) مواليد 15 أغسطس 1970 في طوكيو، هو لاعب كرة قدم ياباني سابق كان يلعب كمدافع.

## المسيرة الاحترافية

### أندية لعب لها
- جوبيلو إيواتا
- كيه في ميخيلين

## روابط خارجية
- ماساهيرو إندو على موقع رابطة كرة القدم اليابانية للمحترفين (اليابانية)
- ماساهيرو إندو على موقع قاعدة بيانات كرة القدم.إي يو (الإنجليزية)
- ماساهيرو إندو على موقع ناشيونال فوتبول تيمز (الإنجليزية)
- ماساهيرو إندو على موقع عالم كرة القدم.نت (الإنجليزية)